# ヘクター山 (ニュージーランド)

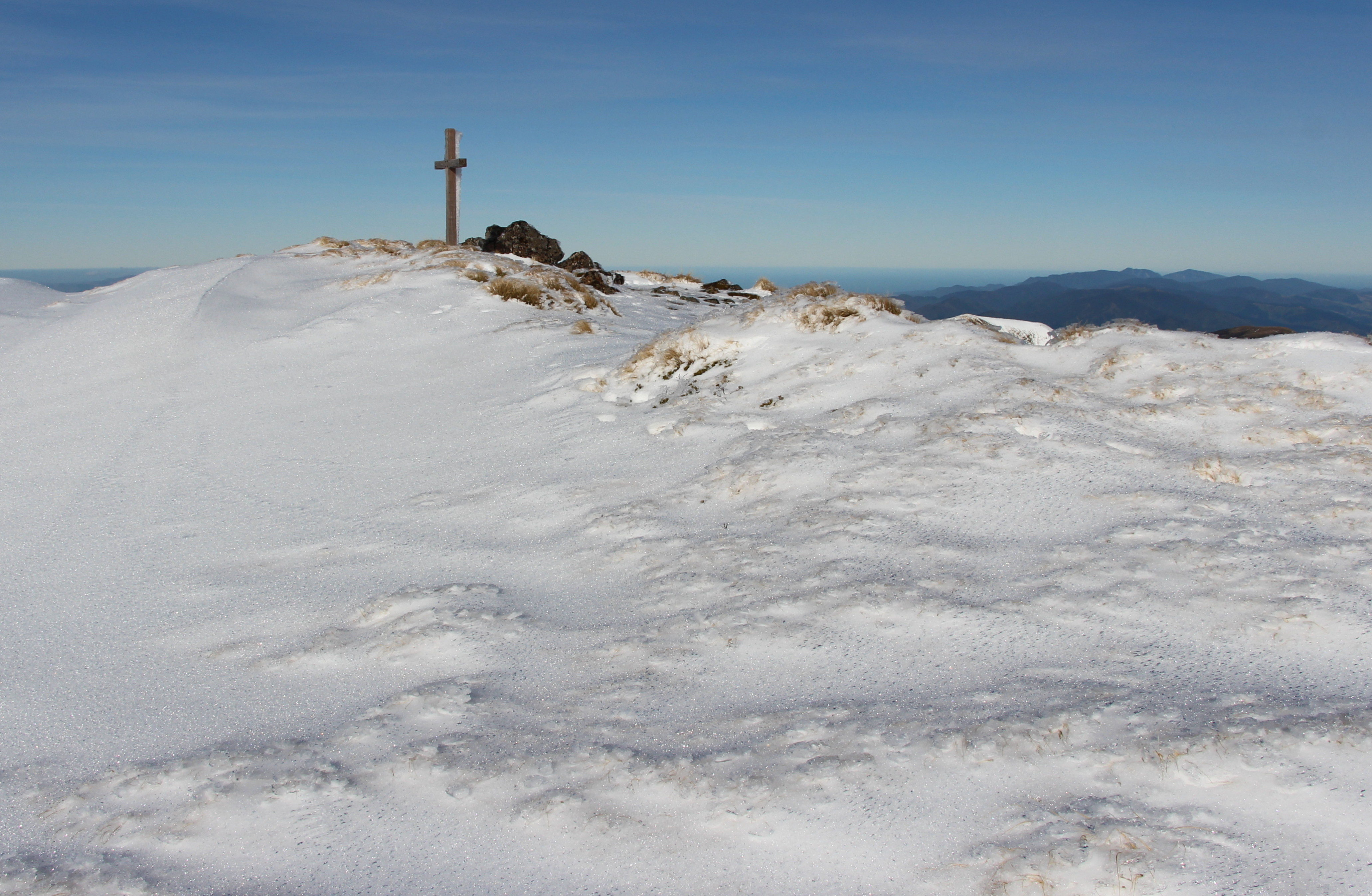
戦没した登山家らを慰霊するための十字架

ヘクター山（英: Mount Hector）は、ニュージーランドの北島南部のタラルア山地に属する山である。標高は1,529メートル。タラルア山地には約1,300メートルから約1,500メートルの高さの山々が連なっており、ヘクター山は同山地の南部で最も標高が高いとされている。
ヘクター山の名称は、19世紀のニュージーランドの科学者ジェームズ・ヘクターの姓にちなんで命名された。なお、この山には第二次世界大戦の戦没者を慰霊する十字架がある。